# Xia, Yuncheng
Xia, tidigare romaniserat Siahsien, är ett härad som lyder under Yunchengs stad på prefekturnivå i Shanxi-provinsen i norra Kina.
Vid platsen för Xia låg den förhistoriska huvudstaden Anyi.

## Källa
1. ↑  ”worldpostmarks.net”. Arkiverad från originalet den 2 januari 2015. https://web.archive.org/web/20150102101710/http://worldpostmarks.net/HTML%20Countries/china.htm. Läst 9 maj 2015.
2. ↑  ”Overview of Historical Figures in Shanxi” (på engelska). Shanxi People's Government Foreign Affairs Office. http://en.eshanxi.gov.cn/shanxiinfo/profile/quickfacts/316214.shtml. Läst 21 januari 2020.[död länk]